# Glen Pearcy
Glen Johnston Pearcy (* 7. Juli 1944 in Queens, New York City; † 31. Mai 2016) war ein US-amerikanischer Filmemacher und Fotograf.

## Leben
Glen Pearcy war der Sohn von Johnston L. Pearcy und Betty L. Pearcy, geb. Bohannon. Er wuchs in St. Louis auf und besuchte öffentliche Schulen. Ein Studium der Philosophie an der Harvard University schloss er 1966 mit dem Bachelor of Arts ab. 1970 erlangte er den Master of Divinity am Union Theological Seminary in the City of New York. Im selben Jahr wurde er von der United Church of Christ ordiniert.
Während seines Studiums war Pearcy als Fotograf für die Studentenzeitung The Harvard Crimson tätig. Nach dem „Bloody Sunday“ in Selma, Alabama, reiste er in dieser Funktion im März 1965 nach Montgomery und nahm eine Reihe von Schwarz-Weiß-Fotografien von den dortigen Protestaktivitäten auf, hauptsächlich aus der Perspektive des Student Nonviolent Coordinating Committee.
Diese Erfahrung weckte sein Interesse an der Bürgerrechtsbewegung und führte ihn auch zum Film. 1968/1969 drehte er die 23-minütige Dokumentation One More River to Cross über das zu dieser Bewegung gehörende Southwest Georgia Project in Albany. Der Film thematisiert die damaligen politischen Verhältnisse und Rassenkonflikte im Südwesten Georgias und lässt dort aktive Bürgerrechtler wie Charles Sherrod und C.B. King zu Wort kommen.
Es folgten weitere Dokumentarfilme, in denen Pearcy Fragen der sozialen Gerechtigkeit, Arbeitnehmerrechte und progressiven Politik aufgriff. Den größten Erfolg erzielte er mit seinem dritten Film, Fighting for Our Lives (1975), der über die kalifornische Landarbeiter-Gewerkschaft United Farm Workers und ihre Konfrontation mit Polizeigewalt im Jahr 1973 berichtet. Dieser brachte ihm bei der Oscarverleihung 1976 eine Nominierung in der Kategorie Bester Dokumentarfilm ein.
Von 1975 bis 1977 war Pearcy als Director of Television Production für die gemeinnützige Werbeagentur Public Media Center in San Francisco tätig. 1977 bis 1979 arbeitete er als unabhängiger Autor, Produzent, Regisseur und Editor für verschiedene Auftraggeber wie PBS. So wirkte er an der auf KQED (San Francisco) ausgestrahlten Talkshow Over Easy mit. Anschließend war er von 1979 bis 1981 als Media Director für die Behörde Occupational Safety and Health Administration tätig. 1981 gründete er das Produktionsunternehmen Glen Pearcy Productions mit Sitz in seinem Wohnort Barnesville in Maryland. Dieses produzierte Industrie- und Bildungsfilme sowie Specials für PBS in den Bereichen Dokumentarfilm und Drama. Dabei übernahm Pearcy in der Regel selbst alle Tätigkeiten wie Regisseur und Produzent. Er war auch als Director of Photography für andere Produzenten tätig (z. B. Outfoxed) und drehte politische TV-Spots.
Zu Pearcys späteren Arbeiten gehört unter anderem der Kurzfilm Fasanella (1992), ein Porträt des US-amerikanischen Malers Ralph Fasanella (1914–1997). Fasanella engagierte sich lebenslang in der Arbeiterbewegung und schuf vor allem großformatige Ölgemälde, welche in naiver Manier und mit starkem Farbeinsatz genreartige Szenen des Arbeiter-Lebens darstellen. In den letzten Lebensjahren drehte Pearcy eine Reihe von Kurzfilmen mit persönlichem Bezug. Dazu gehören zwei Dokumentationen über die zeitweilige Remission seiner Krebserkrankung (u. a. Now). Wenn die örtlichen Gegebenheiten keine Kamera zuließen, setzte er dabei ein iPhone ein.
Glen Pearcy starb 2016 im Alter von 71 Jahren an Krebs. Er hinterließ seine Ehefrau, eine Tochter, einen Sohn und zwei Brüder. Die Library of Congress hält eine Sammlung mit Fotografien, Video- und Audioaufnahmen von Pearcy.

## Filmografie (Auswahl)
- 1969: One More River to Cross
- 1975: Fighting for Our Lives
- 1980: On Company Business
- 1988: Our Threatened Heritage (Kurzfilm)
- 1990: First Vote (Kurzfilm)
- 1992: Fasanella (Kurzfilm)
- 1993: People Just Like You (Kurzfilm)
- 1999: Bringing Justice Home (Kurzfilm)
- 2004: Just One Vote (Kurzfilm)
- 2004: Outfoxed
- 2007: Supreme Injustices (Kurzfilm)